# Frank Banham
Frank Banham (Calahoo, Alberta, 14. travnja 1975.) kanadski je profesionalni hokejaš na ledu. U svojoj NHL karijeri je igrao za Anaheim Duckse i Phoenix Coyotese. Bio je i član hrvatskog KHL Medveščaka u EBEL-u. U ligi je odigrao ukupno 231 utakmicu, zabio 128 golova i upisao 134 asistencije.

## Karijera

### Sj. Amerika
Juniorski staž odradio je u WHL-u (Western Hockey League) igrajući za momčad Saskatoon Bladese gdje je tijekom četiri sezone od 1992. do 1996. u 315 utakmica, uključujući i doigravanje, upisao 208 golova i 204 asistencije. Izvrsna igra u WHL-u otvorila mu je vrata prema AHL-u (American Hockey League) te je 1995/1996. odigrao 16 utakmica za Baltimore Banditse u čijim se redovima zadržao i sljedeću sezonu, da bi zatim prešao u Cincinnati Mighty Duckse (druga momčad Anaheim Mighty Ducksa). Tijekom staža u AHL-u skupio je 304 utakmica, 89 golova, 99 asista i 188 bodova.
Banham se nije okušao samo u AHL-u, igrao je i u najjačoj hokejaškoj ligi na svijetu NHL-u. Još u vrijeme juniorskih dana, 1993., na draftu su ga izabrali Washington Capitalsi kao 147. izbor u šestom krugu. No, za Capitalse nije odigrao niti jednu utakmicu, ali je zato NHL iskustvo stekao u dresu Anaheim Mighty Ducksa i Phoenix Coyotesa. Za ove NHL klubove sveukupno je odigrao 32 susreta, postigao 9 golova i dvije asistencije.

### Europa
Na europskom ledu prvi put je zaigrao 2000./01. u finskoj SM ligi za momčad Espoo Blues (56 utakmica, 24 golova, 27 asista). U Finskoj je igrao i za Jokerit te SaiPa. Vrlo kratko, šest utakmica, odigrao je i u ruskoj ligi za Dinamo Moskvu te ubilježio gol i asistenciju.
Iskustvo u EBEL-u počeo je skupljati 2005./06. s momčadi Red Bull Salzburg čiji je dres nosio tri sezone za redom i osvojio naslov prvaka 2006./07., da bi sljedeće dvije sezone odradio s Tilijom Olimpijom. Banham je bio najkorisniji igrač kluba u sezoni EBEL-a 2009./10. sakupivši čak 62 boda (30 golova i 32 dodavanja), ali nakon nešto više od polovice sezone naspustio je klub. Karijeru je kratko nastavio u švicarskom drugoligašu Lausanni, da bi za sljedeću sezonu potpisao za KHL Medveščak Zagreb. Ugovor s Medveščakom potpisao je na dvije godine, uz mogućnost produženja na još godinu dana.

## Vanjske poveznice
- Profil na Eurohockey.net
- Profil na The Internet Hockey Database